# Idaios (Beiname des Zeus)
Idaios (griechisch Ἰδαῖος) ist in der griechischen Religion eine Epiklesis (Beiname) des Zeus, die ihn als Zeus vom Ida-Gebirge bezeichnet. Als solcher wird er sowohl am Ida in der kleinasiatischen Troas als auch am kretischen Ida angerufen.
Bei Homer gilt Zeus Idaios als Vater des Dardanos, des Stammvaters der troischen Dardaner, und ist der höchste, auf dem Ida thronende Gott in der Troas. Auf dem Ida wie auch in Troja opfert man ihm gleichermaßen. Laogonos, der Bruder des Dardanos, ist sein Priester. Als Zeus Idaios wird er auch bei Quintus von Smyrna und bei Vergil genannt. Münzen aus Ilion und Skepsis tragen die Epiklesis als Beischrift, Altäre sind unter anderem aus Gargara und aus dem phrygischen Kelainai bekannt.
Mit dem kretischen Ida verbindet der griechische Mythos die Geburt des Zeus, sein Hauptheiligtum dort ist die Idäische Grotte, in der er auch inschriftlich belegt ist. Den kretischen Zeus Idaios nennen unter anderem Polybios und Nonnos von Panopolis.